# 特殊攻撃機
特殊攻撃機（とくしゅこうげきき）とは、文字通り特殊な、つまり「機体構造」、「攻撃方法」、「発進方法」、「使用目的」などがそれまでの通常のものとは異なる、攻撃機のことである。また日本陸軍・日本海軍での正式な機体分類カテゴリのひとつである。

## 概要
例えば急降下爆撃という新しい攻撃方法が登場した当初、日本海軍では急降下爆撃機は特殊爆撃機と呼ばれていた。
特殊攻撃機というカテゴリーには、特別攻撃専用に開発された機体、つまり特別攻撃機も含まれるが、必ずしも特殊攻撃機と特別攻撃機は同じ意味ではない。また特別攻撃機という呼称は、正式な分類カテゴリではない。
特殊攻撃機として有名なものに橘花がある。日本海軍機の命名規則によれば特別攻撃機を表す花の名前のため勘違いされるが、橘花は（本来は）特攻を目的とした特別攻撃機ではない。
橘花の運用方法としては本土決戦の際、敵輸送船にその高速をもって反復爆撃を実施するものとされていた。橘花はジェット攻撃機という点が特殊である。
イ-400潜水艦より発艦する水上攻撃機である晴嵐も特殊攻撃機である。
ただし桜花や剣は特殊攻撃機のカテゴリーにして特別攻撃機である。

## 特殊攻撃機一覧
- 日本海軍機
  - 橘花
  - 晴嵐
  - 桜花
  - 梅花
- 日本陸軍機
  - 剣
  - タ号